# Household Cavalry
Il termine Household Cavalry (in italiano: Cavalleria domestica) è usato in tutto il Commonwealth per descrivere la cavalleria della Household Division (divisione domestica), formata in ogni paese da élite e/o truppe o soldati storicamente incaricati della sicurezza del Capo dello Stato.
Le Governor General's Horse Guards o la President's Bodyguard dell'India sono tipici reggimenti di cavalleria domestica, che impiegano veicoli corazzati in servizio e unità equestri per le cerimonie. Tuttavia, se usato senza indicare i paesi specificati, il termine si riferisce alla Household Cavalry dell'esercito britannico.

## Storia
La Household Cavalry fu formata da Carlo II d'Inghilterra nel marzo del 1660 a partire da 80 aristocratici fedeli alla sua causa e che erano stati esiliati con lui in Olanda. Al suo ritorno in Inghilterra, formò tre truppe delle Horse Guards, sotto il comando di Charles Gerard, I conte di Macclesfield, Sir Charles Berkeley, I conte di Falmouth e Sir Philip Howard, e con una quarta truppa creata in Scozia l'anno successivo, capitanata da James Levingston, I conte di Newburgh, che divenne la sua guardia del corpo e guardia personale.
Le quattro truppe originali furono ricostituite nel 1778 come 1° e 2° Life Guards. In quanto tali, formarono la prima linea di carica contro i corazzieri francesi nella battaglia di Waterloo nel 1815.
Dal 1820. i due reggimenti delle Life Guards e delle Royal Horse Guards si alternarono per la guardia del re nella Combermere Barracks a Windsor e nelle sue due caserme a Londra, quella di Regent's Park, progettata e costruita dall'architetto John Nash e la caserma di Hyde Park, costruita nel 1792.

## Organizzazione
La Household Cavalry era composta da due reggimenti, le Life Guards e il Blues and Royals. Forma il proprio corpo all'interno dell'esercito britannico e la Household Division (Divisione domestica).
I due reggimenti della Household Cavalry sono divisi in due unità, che hanno compiti molto diversi e sono costituite ciascuna da soldati di entrambi i reggimenti. Una è la Household Cavalry Regiment. La Household Cavalry Regiment è un'unità di ricognizione regolare equipaggiata con veicoli corazzati della famiglia Scorpion. Ha sede a Windsor. Uno squadrone funge da elemento di ricognizione per la 16 Assault Brigate.
La seconda unità è la Household Cavalry Mounted Regiment, che è un reggimento di cavalleria montato a cavallo e ha funzioni puramente cerimoniali. Partecipa a tutti i principali eventi nel Regno Unito, tra cui il Trooping the Colour o la cerimonia di apertura annuale del Parlamento. Posiziona anche la guardia di fronte all'edificio delle Horse Guards. L'unità montata ha sede a Hyde Park Barracks, Knightsbridge.

## Gradi
Come unica formazione nell'esercito britannico, la Household Cavalry ha diversi nomi non standard per i gradi. Cornet è il nome dei tenenti.
Inoltre, l'intero grado di Sottufficiali e Sergenti non si basa sul nome Sergeant, ma sui Ranghi Corporali (ad es. Corporal of Horse e Staff Corporal). Ciò vale anche per i Warrant Officer nella misura in cui i gradi includano il termine sergente, ad es. Sergente maggiore di reggimento.

## Gerarchia
La Household Cavalry è al primo posto nell'Ordine di precedenza dell'esercito britannico, che è importante nelle parate militari, a meno che le unità della Royal Horse Artillery non partecipino.